# 97472 Hobby
97472 Hobby è un asteroide della fascia principale. Scoperto nel 2000, presenta un'orbita caratterizzata da un semiasse maggiore pari a 3,1524561 UA e da un'eccentricità di 0,1714286, inclinata di 9,74528° rispetto all'eclittica.